# Семенівка (Обухівський район)
Семені́вка — село в Україні, в Обухівському районі Київської області. Населення становить 451 особа.

## Постаті
Уродженцем села є Байненков Борис Михайлович (1963—2015) — капітан ЗСУ, загинув у боях за Донецький аеропорт.

## Світлини

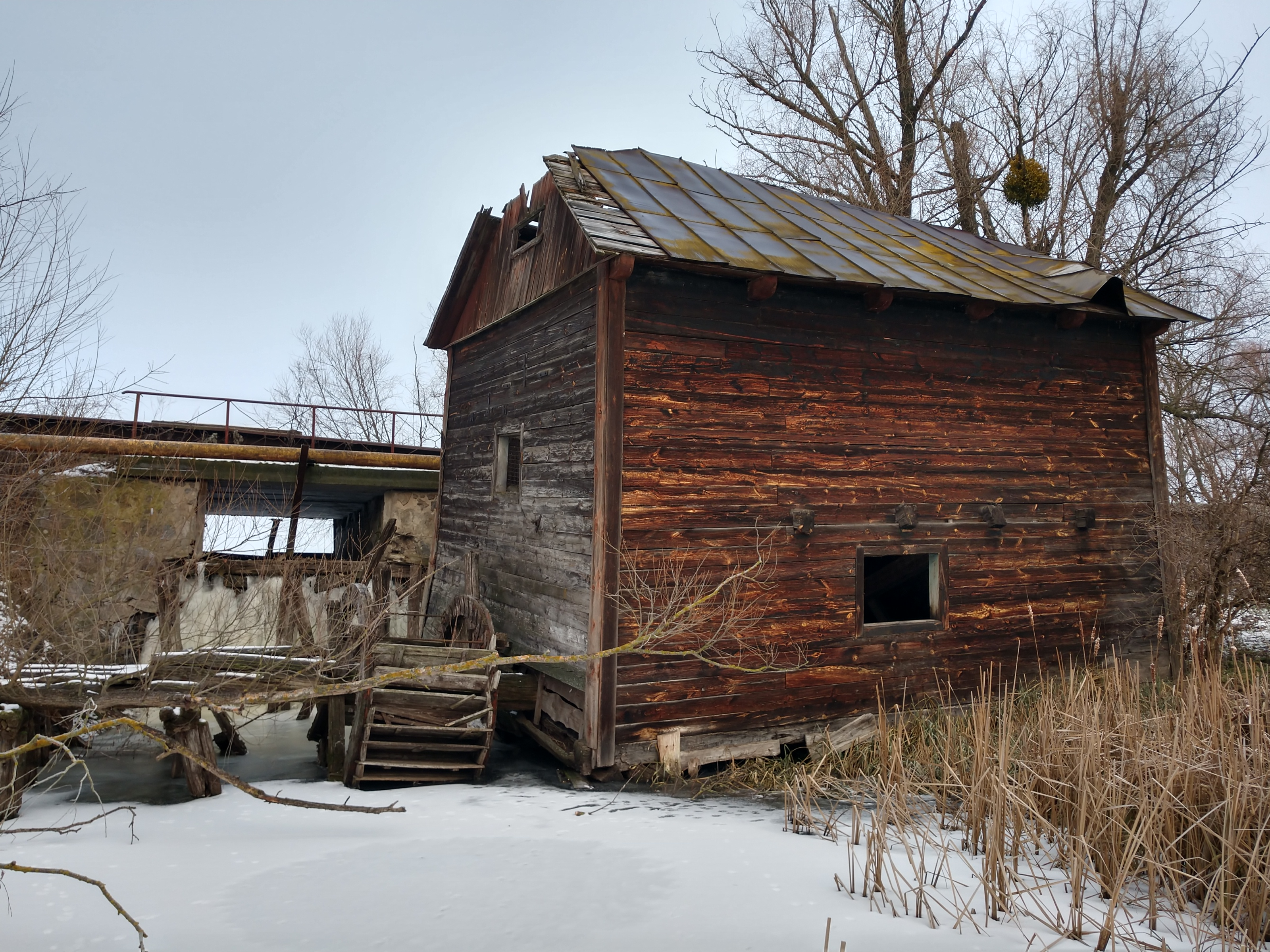
Дерев'яний водяний млин
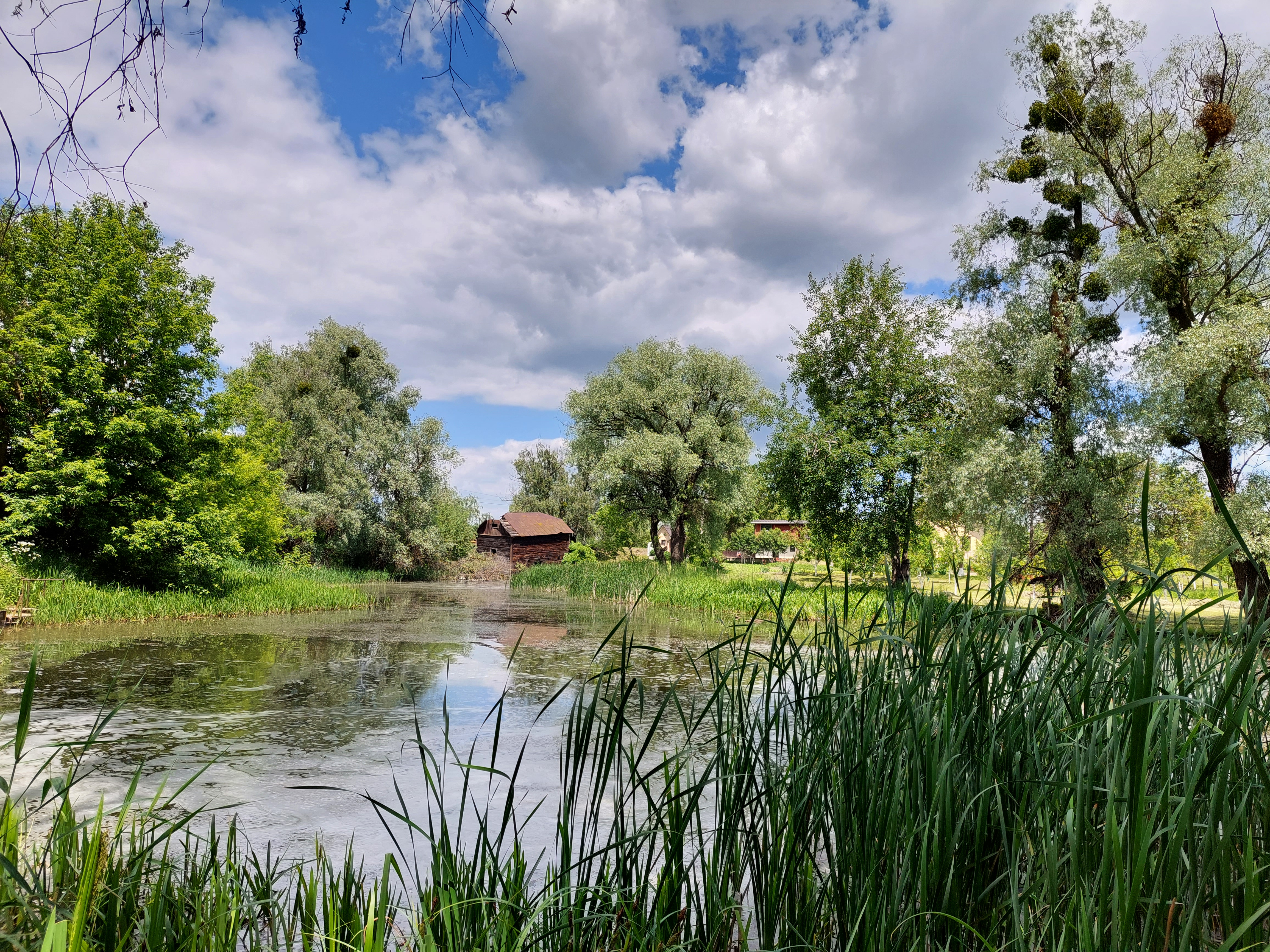
Вид на млин
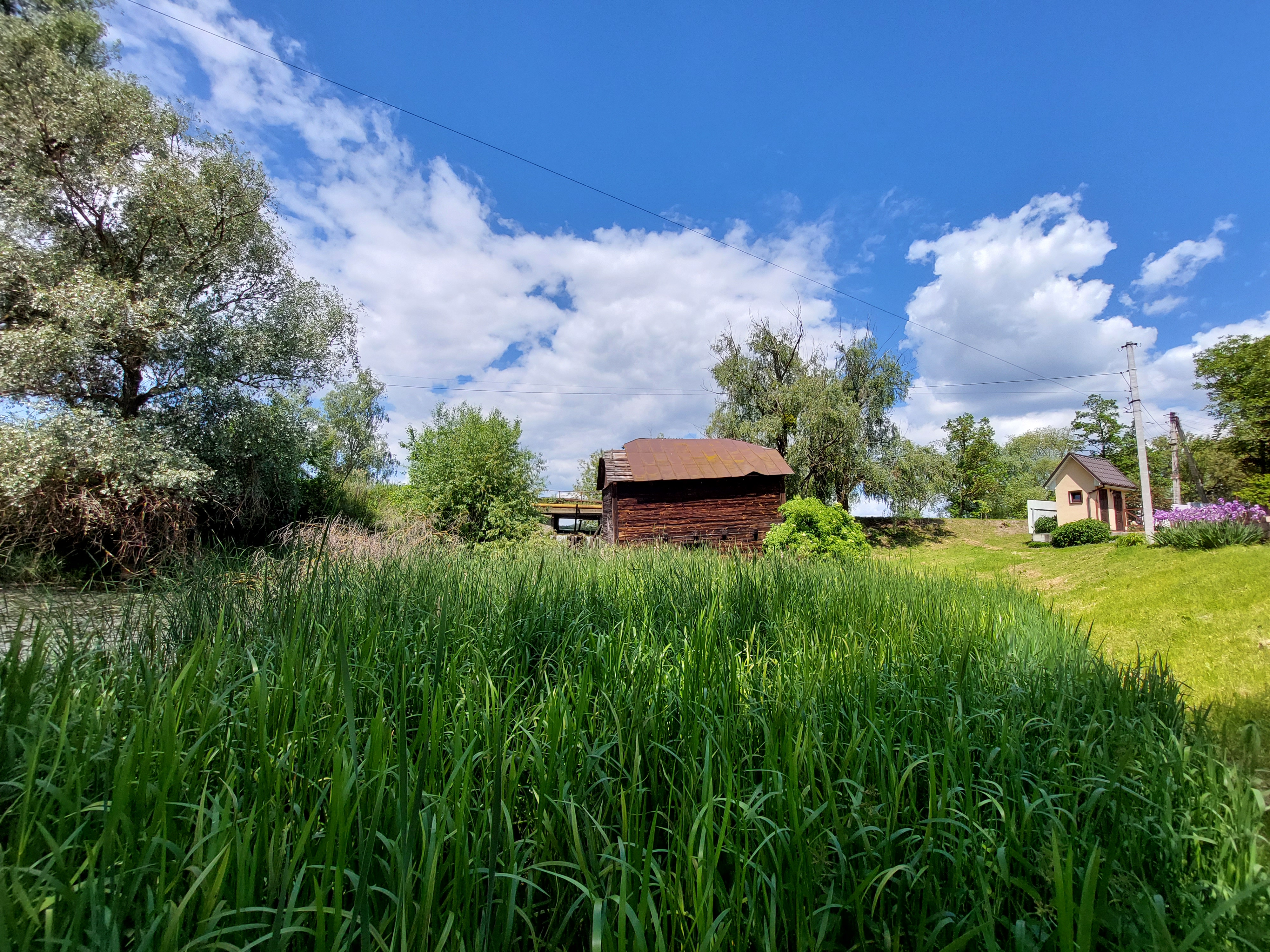